# Origan (entreprise)
Pour les articles homonymes, voir Origan (homonymie).
Origan est un constructeur de motocyclette français.
Les premières moto Origan sont sorties de l'atelier Guiller fin 1927,
les dernières en mai ou juin 1954. La société est dissoute dans Guiller S.A..